# تشاد روبنسون
تشاد روبنسون (بالإنجليزية: Chad Robinson)‏ هو لاعب دوري الرغبي أسترالي، ولد في 20 أكتوبر 1980 في سيدني في أستراليا، وتوفي في 26 نوفمبر 2016 في Kenthurst ‏ في أستراليا.